# Stanisław Lencewicz
Stanisław Lencewicz (ur. 19 kwietnia 1889 w Warszawie, zm. 1 września 1944 tamże) – polski geograf. 

## Życiorys
Absolwent VIII Liceum Ogólnokształcącego w Warszawie z 1905 roku.
Od 1922 profesor Uniwersytetu Warszawskiego, gdzie kierował Zakładem Geografii. Współzałożyciel Polskiego Towarzystwa Geograficznego. W latach 1922–1939 redaktor "Przeglądu Geograficznego" oraz działu polskiego w "Bibliographie Géographique" w Paryżu. 
2 maja 1923 został odznaczony Krzyżem Oficerskim Orderu Odrodzenia Polski.
W latach 1943–1944 wykładał na tajnym Uniwersytecie Warszawskim. Został zamordowany przez niemieckiego żołnierza w czasie powstania warszawskiego. 
Zajmował się geomorfologią, geologią czwartorzędu, hydrografią, limnologią (opracował katalog jezior polskich) i kartografią.

## Książki
- Kurs geografii polskiej (1922)[6]
- Wydmy śródlądowe Polski (1922)[7]
- Dyluwium i morfologia środkowego Powiśla (1927)[8]
- Lodowce i ich wpływ na rzeźbę powierzchni ziemi (1954)
- Wody lądowe (1954)
- Geografia fizyczna Polski (1955)

Łącznie opublikował około 140 prac.

## Upamiętnienie
22 lutego 1980 w Warszawie jednej z ulic na terenie obecnej dzielnicy Bemowo zostało nadanie imię Stanisława Lencewicza.